# 作業研究
作業研究（さぎょうけんきゅう、work study）とは、作業測定（狭義)と方法研究の手法を併せて用いることによって、投入資源を有効に活用し、システムの生産性向上を目指す活動の総称。投入資源は、人、物、設備、情報などである。
work study は、狭義のメソッドエンジニアリング (method engineering) とほぼ同義であり、ともに作業研究と訳される。オールドIEと呼ばれることもある。（広義のメソッドエンジニアリングは、作業測定、方法研究、作業研究、方法設計などを包含するエンジニアリングアプローチである。）
1930年ごろ、A. H. Mogensen が作業の単純化を提唱し、それまでの作業測定、方法研究との相乗効果によって、生産現場の作業改善が急速に進展した。同時期に、Harold B. Maynard が、時間研究と動作研究を結合したメソッドエンジニアリングを提唱した。